# Антииудаизм
Антииудаи́зм — враждебное отношение к иудаизму. Одни авторы сближают понятия антииудаизм и антисемитизм, рассматривая первое явление как часть второго, другие различают или противопоставляют их. Термин «антииудейский» может относиться некоторыми авторами только к соответствующим элементам христианского богословия и вытекающей из них политике той или иной деноминации; другие авторы используют термин шире. Помимо религиозных (религиозный антисемитизм), существуют также светские варианты антииудаизма.
Чаще всего речь идёт об отношении к евреям со стороны христиан, реже — мусульман. Однако историк Александр Грушевой полагал, что критику и непонимание еврейских обычаев со стороны римской, греческой и грекоязычной античной элиты также следует называть антииудаизмом. Историк Михаил Дмитриев писал, что антииудаизм — это «религиозно-конфессиональная фобия, переплетённая с этническими предрассудками, но в то же время отличная от них».
Согласно Дэвиду Ниренбергу, существуют христианские, исламские, националистические, «просветительско»-рационалистические и социально-экономические варианты антииудаизма.
Медиевист Гэвин Лэнгмюр считал, что следует различать антииудаизм как предубеждения, основанные на неких объективных различиях между христианами и иудеями и антисемитизм как иррациональные обвинения евреев, иудеев в отравлении колодцев, колдовстве, использовании крови в ритуальных целях — химеры, получившие распространение в средневековой Европе с XIII века. При этом с богословским антииудаизмом неразрывно связан химерический антисемитизм.
Историк Роберт Вистрих исследовал антииудаизм для объяснения Холокоста или современного отношения Запада и Ближнего Востока к Израилю. Дэвид Ниренберг рассматривал антииудаизм в контексте каждого конкретного периода. В то же время он стремился показать, что фантазии об иудаизме занимают центральное место в истории идей, глубоко укоренившихся в западной традиции. Его работа «Антииудаизм» (2013) охватывает 3000 лет исторической мысли, от древних египтян до нацистской Германии. Древние, средневековые и современные индустриальные общества развивали дискурсы о еврейской угрозе, которой социум мог бы противостоять. Ниренберг рассматривает Холокост как продукт закодированной «угрозы иудаизма» в западной мысли, но это не делало его неизбежным. Предшествующие исторические проявления антииудаизма не сформировали антисемитские идеологии XX века непосредственно, но создали культурные и политические условия для их возникновения.
Антииудаизм может использоваться против предполагаемых врагов, которые в реальности могут как являться евреями или иудеями, так и не быть ими. В рамках антииудаизма восприятие своего прошлого и настоящего места в мире может быть основано на построении фундаментальной оппозиции евреям и иудаизму. Различные формы антииудаизма связаны друг с другом и достигли кульминации в антисемитизме XX века и Холокосте.

## Термин и понятие
Бернар Лазар, противоречивый французский писатель, известный своей ролью в деле Дрейфуса, выступал за сохранение важного различия между «антисемитизмом» и «антиудаизмом», хотя в своем главном исследовании антисемитизма «Антисемитизм, сын истории и его причины», написанном в 1894 году, он сам непоследователен в использовании этих двух терминов. Неологизм «антисемитизм» отражал для Лазара «метафизико-философское» оправдание современной формы ненависти к евреям, что связано с его отказом от обоснованности расовых доктрин, бытовавших в Европе того времени, а также с его стремлением различать более мягкий современный христианский антисемитизм от раннего, более эмоционального и открыто религиозно мотивированного. По его мнению, христиане старых времен ненавидели богоубийц открыто и не пытались оправдать свою вражду. Современные антиеврейски настроенные лица обосновать свою враждебность: антииудаизм превратился в антисемитизм.
Термины антииудаизм и антисемитизм вызывают трудности при использовании в качестве аналитических понятий в социальных науках; среди учёных имеются существенные разногласия по поводу их определений. Одними авторами термин «антииудейский» относится только к христианскому богословию, другие могут применять его также к дискриминационной политике церквей, которая является следствием этой теологии. Некоторые называют «антисемитскими» направленные против иудаизма и евреев христианские тексты, в то время как другие отвергают использование этого термина до его появления в конце XIX века, одновременно используя его как аналитическую концепцию. Эти два понятия могут противопоставляться (как новое и старое, политическое и религиозное и др.). Такая оппозиция оказалась плодотворной в изучении антиеврейского расизма, однако она становится эпистемологическим препятствием при описании взаимосвязи между религиозными и расовыми проблемами в XIX веке.
Начиная с 1945 года, в большинстве научных работ об антисемитизме и в работах, посвящённых ответственности христианских церквей за уничтожение евреев во время Второй мировой войны, нацистский антисемитизм (враждебность к евреям как расовой группе) противопоставляется христианскому антиудаизму (христианской враждебности к еврейской религии), как новое старому, современное традиционному, политическое религиозному.
Политический историк Ханна Арендт в работе «Об антисемитизме» (1951) рассматривала антииудаизм и антисемитизм как полностью самостоятельные явления: антисемитизм она понимала как светскую идеологию, существующую с XIX века, антииудаизм — как религиозную ненависть к евреям, вдохновлённую антагонизмом двух конфликтующих вероисповеданий; «и даже то, в какой степени первый черпает аргументы и эмоциональные воззвания из второго, остаётся под вопросом». Соответственно, политическая идеология не имеет ничего общего с религиозной доктриной, а антисемитская враждебность — с христианской враждебностью по отношению к евреям. Поэтому, согласно Арендт, бесполезно искать «христианские корни антисемитизма» — поскольку он появился только на закате национального государства, с подъёмом империализма и производного от него тоталитаризма. Этнолог Жанна Фавре-Саада считала, что такому жёсткому разделению антииудаизма и антисемитизма противоречат реальные ситуации, например, отношения между католической церковью, иудаизмом и евреями начиная с XIX века, которые нельзя описать однозначно ни тем, ни другим термином.
Историк Жюль Исаак (1964) использовал «анахронизм», заявив о «христианском антисемитизме» в XV веке. Он пытался показать, что социальный факт не нуждается в названии, чтобы существовать: христианская культура «презрения» и преследования евреев уже несли в себе то, что позже было названо антисемитизмом.
Историки Томас Ниппердей и Рейнхард Рюруп в историческом словаре немецких политических идей (1972), переизданном несколько раз, акцентируют внимание на культурной революции, вызванной «изобретением» антисемитизма. Они писали, что представляют концепции исторических деятелей 1880-х годов, понимавших антисемитизм как «враждебность к евреям и иудаизму, которая совсем не тождественна традиционной антипатии к евреям, существовавшей в то время в Восточной Европе и Юго-Восточной Европе». По их мнению, авторы XIX века считали, что антииудаизм исчез из цивилизованных регионов, но все ещё сохраняется в нескольких очагах в пограничных регионах христианской Европы, где люди более легковерны. Ниппердей и Рюруп считали, что «Термин [антисемитизм] не только дал новое определение старому врагу: он определил нового врага». Антисемитизм понимается ими как секуляризованная форма антипатии к евреям и их идеологии; в рамках антисемитизма антипатия не была направлена в отношении иудаизма, антисемитизм не опирался на христианскую антипатию. Фавре-Саада, напротив, отмечает, что в 1880-е годы можно было идентифицировать себя и как христианина, и как антисемита.
Работа Дэвида Ниренберга 1996 года отвергала «длинную историю антисемитизма», подход, который, по мнению учёного, оценивает отдельные события в контекстуальной связи с Холокостом, а не с их конкретными условиями.
Фавре-Саада считала, что строгое противопоставление понятий антииудаизм и антисемитизм способствует игнорированию влияния христианских церквей на процесс, который привёл к возникновению расового антисемитизма и к уничтожению европейских евреев нацистами.

## В Древнем мире
Египетские авторы пользовались негативными историями и стереотипами о евреях и иудаизме, приписывая им важнейшее значение, помогавшее объяснить прошлое и будущее египетской культуры. Если праздник Песах для евреев символизировал их освобождение, то в восприятии египтян это было празднование разрушения их общества и поражения их богов. Манефон, египетский жрец из Гелиополя, писал о вторжении в Египет проживающего в Иудее народа, называемого «пастухами», что привело к грабежам и убийствам, но, что, по мнению Манефона, ещё хуже, к нечестивому разрушению храмов и изображений богов. В конечном итоге «пастухам» оказали сопротивление.
Египетский антииудаизм оказал большое влияние на Грецию и Рим, культуры, которым наследует Запад. Греческие мыслители, включая Лисимаха, заимствовали египетские повествования о евреях, которые рассматривались как враги местного благочестия и процветания. В Александрии произошли одни из самых жестоких антиеврейских бунтов древности. По мнению Ниренберга, стремясь к исключению евреев из привилегий гражданства, греки в Александрии защищали собственные суверенные права и актом антиеврейского насилия гипостазировали политическую и теоретическую критику римской имперской власти на бессильное меньшинство. Римские полководцы и губернаторы использовали египетскую историю для борьбы с постоянными мятежами Иудейского государства. Однако, в отличие от египтян и греков, в мировоззрении римлян евреи не играли большой роли.

## Христианский
Христианский антисемитизм (христианский антииудаизм) рассматривается многими учёными рассматривается как начало антисемитизма в качестве полноценного социального явления.
В условиях стремления отделить зарождающееся христианство от иудаизма и с целью ограничить «иудаизацию» христианства словесные нападки на евреев и иудаизм стали обычным явлением. Во многих местах коллективно выдвигались прямые провокационные обвинения: евреи — ненавистники человечества или педантичные, злобные законники. Часто сами действия и слова евреев рассматривались как их самообвинения. В то время как дохристианский антисемитизм возник на основе более или менее сознательного негативного восприятия исключительности, своеобразного поведения евреев и других связанных с этим факторов, христианский антисемитизм процветал благодаря идее коллективной ответственности евреев за распятие Иисуса, а также характеристике евреев как презрительных и вечных врагов Христа и, следовательно, всех честных христиан.
Одну из основ антииудаизма христианской литературы составила замена содержания древнееврейских понятий «сын человеческий» и «помазанник», «спаситель» на новозаветные с определениями евангельского толка. Таким образом, Ветхий Завет предоставлял большое число «доказательств» истинности Нового Завета, которыми считаются многочисленные примеры употребления понятий «сын человеческий» и «спаситель» в Пятикнижии, Пророках и Писаниях, что позволяло утверждать «изначальность» евангельских образов, а отказ «окаянных» принять христианство трактовать как «смертный грех», наказанием за который и стало «отверженье жидовьстѣ». Различия в ожиданиях пришествия Спасителя у иудеев и христиан привело к противопоставлению иудейского Машиаха христианскому Мессии. Апокалиптический образ «лжепророка», который гибнет вместе со «зверем багряным», с течением времени трансформировался в образ Антихриста. Эти оппозиции определили противопоставление «бывшего» «избранного Богом» народа «истинно верующим». Выводом стал обвинительный акт против иудеев.
В рамках христианской традиции создавалась специальная литература adversus Judaeos — против иудеев: выпускались полемические прокламации и памфлеты, доказывающие ошибочность иудаизма и обвиняющие евреев в различных преступлениях. В создании этой литературы принимали участие известнейшие представители христианской церкви как на Востоке, так и на Западе христианского мира. Принципы, заложенные в этой антиеврейской христианской литературе, нашли отражение в политической жизни и повлияли на отношение римских властей к еврейским общинам и на имперское законодательство, касающееся евреев.
Антисемитская полемика, характерная для раннего христианства, и включение полемического материала в христианское богословие имели существенные последствия для будущих иудейско-христианских отношений. Христианство обосновывало свою актуальность в том числе тем, что с точки зрения христиан, послание иудаизма устарело; это демонстрировалось разрушением и слабостью еврейского народа, чему сами христиане могли способствовать при помощи вспышек антисемитского насилия или антиеврейского законодательства. С ростом христианства, резко противостоящего евреям и иудаизму, литературный антисемитизм стал неотъемлемой частью литературы средиземноморско-европейского мира и продолжал оставаться таковым пока западная литература существовала в рамках христианской религии.
Эстетические средства, при помощи которых христианские литературные антисемитские тексты возлагают ответственность за распятие Иисуса на весь еврейский народ, включая прошлые, настоящие и будущие поколения, являются практически постоянными в корпусе текстов, которые вошли в канон Нового Завета, в проповедях отцов Церкви и в рамках религиозных праздников, которые трансформировались в мистерии и страстные пьесы, достигшие пика популярности в позднем Средневековье и эпоху раннего Возрождения.
По мнению социолога Колетт Гийомен, христианский антииудаизм, в отличие от расового антисемитизма, не исключает евреев полностью, поскольку христианское учение содержит идею о единстве человечества и предлагает евреям спасение через обращение. Жанна Фавре-Саада отмечала, что этому противоречит политика церквей, их конкретные действия в отношении евреев и заявления священнослужителей — во времена l’age de la foi, но особенно в XIX и XX веках; христианство не может быть сведено к наиболее официальному изложению своего учения, и часто сама религиозная власть противоречит учению.
Христианский антииудаизм оказал глубокое влияние на последующие разновидности антисемитизма вплоть до современных. Так, широкое распространение антисемитского законодательства и почти повсеместное соучастие неевреев в актах уничтожения евреев нацистами необъяснимы без учёта масштабного многовекового явления христианского антисемитизма.
Сроки конца света в христианстве не определены, в связи с чем всегда находились те, кто пытался найти видимые и невидимые знаки приближения Апокалипсиса. В религиозной среде Средневековья выбор виновников был небольшим, подозрения обычно падали на иудеев. Изначальный христианский антииудаизм — идея «греха иудеев» переносится на тематику конца света и трансформируется в аргумент финальной космической драмы, соединяясь с образом антихриста и «колена Данова». На протяжении многих веков, темы ожидания антихриста и его связи с евреями вспыхивали, обычно независимо друг от друга, в периоды наибольшего социального напряжения, на исторических переломах, однако христианская эсхатологическая мысль и литургическая рутинная повседневность обычно обходились без этих двух элементов.
Католики и протестанты «сняли» с иудеев вину за распятье Христа и исключили любые антиудейские намёки из своих богослужебных текстов, тогда как в русском православии ситуация остаётся неоднозначной. В марте 1993 года в Афинах состоялась встреча православных священнослужителей с раввинами, на которой обсуждался вопрос антииудейских материалов в литургических текстах православной церкви. Это событие вызвало резкую негативную реакцию у православных фундаменталистов, которые увидели в этом святотатство и признак апостасии.

## Исламский
Антииудаизм в исламском мире имел существенные отличия от христианского. Правительствами исламских стран могли применяться дискриминационные меры против немусульман (зимми), включая иудеев, однако преследования со стороны этих правительств происходили редко. Имели место презрение, унижение, отдельные репрессии, но ислам не содержит чего-то подобного специфическому христианскому антисемитизму и антииудаизму, который имел одновременно как теоретическое, так и народное выражения.
В XXI веке правящие элиты арабо-исламских стран навязывают заимствованный из христианских стран антисемитизм населению, которое, в отличие от христианских народов, не было подвержено влиянию антииудаистской/антисемитской традиции, имеющей религиозную, экономическую, националистическую и расовую формы.

## Социальный и экономический
По мнению политолога Пьера-Андре Тагиеффа, современные антиеврейские установки были радикализированы по мере эмансипации евреев, которая стала возможной, среди прочего, благодаря республиканской и националистической модели, получившей распространение во всём мире после Французской революции. «Допотопный еврей, терпимый Церковью» и «еврей, защищаемый исламом» (зимми), переступил границы идентичности, предписанной ему господствующей религией, чем вызвал антиеврейскую реакцию, которая порывает с «технологическим» антииудаизмом. Особая жестокость современной юдофобии, направленной против эмансипированного еврея, проявляется как по отношению к еврейскому национализму (сионизму), как по отношению к противоположному явлению — синкретичной ассимиляции евреев: деиудеизация еврея понимается в качестве уловку, маскировки, переодевания. Социолог Норберт Элиас на примере евреев предложил социологическую интерпретацию ресентимента установившейся и мажоритарной группы в отношении маргинальных групп, когда последние переходят от положения подчинённых к положению конкурентов — одновременно равных и соперников.
Социолог Колетт Гийомен писала, что до конца XVIII века западный мир включал Других в единство человеческого вида (человечества): церкви, в частности, предлагали евреям обращение как способ избежать божественного проклятия. Но в XIX веке, с господством капиталистической буржуазии, промышленным развитием и колониальной экспансией, произошло радикальное изменение менталитета. «Антисемитизм сменяет антииудаизм, раса сменяет религию. Вместо констатации религиозного различия предполагается расовое различие». До капитализма люди соглашались на единство человечества и, следовательно, потенциальное спасение каждого; после наступления эпохи капитализма люди, принадлежащие к социально сконструированной категории «евреи», попали в ловушку «биологического проклятия», из которой они не могут вырваться.
По мнению Ниренберга, когда Европа перешла от религиозной к секуляризованной картине мира идея «угрозы» со стороны иудаизма и её центральное положение, однако, сохранились, но изменили конкретику. Политические мыслители обращались к теме иудаизма для критики своих оппонентов и концептуализации зла. Философы Просвещения, включая Вольтера, Канта и др., высмеивали христианство за его связь с «бесплодным» и нерелигиозным «законничеством» иудаизма и за его иудейское происхождение. По их мнению, лишь сбросив «оковы» иудаизма, христианство получило бы возможность стать подлинно универсальной религией человечества, разделив религиозные институты и обряды и механизмы государства. Вольтер и Кант считали, что «еврейские пороки» Ветхого Завета являются причиной нетерпимости в обществе дореволюционной Франции.
Немецкие философы, включая Гегеля и Шопенгауэра, рассматривали остатки еврейского закона в качестве главного препятствия на пути к свободе личности и человеческого духа. Идея грядущей катастрофы, связанной с индустриализацией, урбанизацией и коммерциализацией, начиная с 1750 года, вдохновила работы Гейне, Фихте и Маркса, каждый из которых по-своему соотносил эти «опасные» процессы с «иудаизмом». По мнению Вернера Зомбарта, что истоки капитализма имеют глубокие корни в «склонности» евреев к миграциям. Макс Вебер возражал против этого взгляда, и писал, что протестантский капитализм и «капиталистический дух» появились независимо от того, что он рассматривал как неэтичность еврейской экономической деятельности. Маркс, Зомбарт и Вебер оказали значительное влияние на современные социальные науки; По мнению Ниренберга, они в той или иной степени развивали свои теории, обращаясь к теме иудаизма. Согласно Ниренбергу, Маркс, Мартин Хайдеггер и Зомбарт оказали влияние на философский контекст декларации Йозефа Геббельса 1933 года: «Эра безудержного еврейского интеллектуализма подошла к концу». Опора пропаганды Геббельса на высокий статус интеллектуальной немецкой культуры способствовала распространению идей нацизма.

## Советский
В статье П. Ефременко «Жрецы Бога Иеговы» 1958 года, опубликованной в советской украинской газете «Прикарпатская правда», «разоблачения» иудаистского императива властвования оживляются зооморфными сравнениями и аналогиями (евреи и клопы): «Клопы — это создания отвратительные и отталкивающие. Они вырастают в темных, грязных, запущенных углах… они сосут кровь и питаются всякого рода отбросами» . В официальной «антисионистской» литературе «клопы» (метафора ритуального преступления) трансформируются в «спрутов» (метафора господства и заговора).
До конца 1960-х годов советская антиеврейская пропаганда была близка к антииудейской, в свою очередь являвшейся частью официальной антирелигиозной пропаганды. В связи с вовлечением СССР в арабо-израильский конфликт на стороне арабов советский антисемитизм с течением времени начал выделяться в общей совокупности коммунистических антирелигиозных нарративов. Усилившиеся атаки против советских евреев, именуемых «сионистами», включали обличения «иудаизма» как религии, культуры и образа мышления. Произошедший доктринальный синтез «антииудаистской» пропаганды с «антисионистским» дискурсом в конспирационистском ключе, в рамках чего были стёрты различия политического учения и религии, а также «еврея-сиониста» и еврея как такового, который определялся его происхождением или принадлежностью. С 1960-х и до конца 1980-х годов некоторому количеству писателей официальной «антисионистской» пропагандой был позволен выпуск большого числа книг, брошюр и статей о «сионизме» и «иудаизме». Обычно эти издания содержали призывы к ненависти и дискриминации с опорой на демонизацию «сионистов», которая распространялась и на евреев как таковых. В качестве типичного примера такой литературы рассматривается книга Трофима Кичко «Иудаизм без прикрас», опубликованная в 1963 году в Киеве и написанная с антирелигиозных позиций, с целью квалифицировать иудаизм как преступную доктрину. Книга содержит некоторые риторические меры предосторожности и акцентирует внимание на своей коммунистической идеологии, но в то же время обличает евреев в качестве эссенциализированной категории, что осуществляется преимущественно через использование традиционных антиеврейских стереотипов. Кичко не делает различия между антииудаизмом и антисемитизмом и смешивает оба с антисионизмом: «Жизнь высмеяла пустые утверждения иудаистов-сионистов»
Советская антииудео-сионистская риторика включала тезис о негативной исключительности иудаизма. Так, Ф. Маяцкий в книге «Современный иудаизм и сионизм» (1964) писал: «Иудаизм является худшей из религий… Возникнув на таких принципах, Государство Израиль не могло не быть худшим из всех государств». Кичко в упомянутой книге писал: «Автор этой книги раскрывает читателю истинный смысл иудаистской религии (иудаизма) — той, которая среди древних религий мира собрала и впитала в себя все, что есть самого реакционного и самого антигуманного в содержании современных религий». Общим местом в официальной антииудаистской литературе данного периода было также обличение Талмуда как «яда» для умов.
Сформировалась антисемитская теория заговора, распространённая в среде левых и предполагающая существование тайного союза империалистических сил, объединяющего «иудаистских реакционных клерикалов», сионистские организации и «фашистские» (в сталинской терминологии) режимы, в особенности нацистские, антисемитские и расистские круги. Теория заговора распространилась и на ряд несоветских левых идеологий.